# 1903年のメジャーリーグベースボール
以下は、メジャーリーグベースボール（MLB）における1903年のできごとを記す。1903年4月16日に開幕し10月13日に全日程を終え、ナショナルリーグはピッツバーグ・パイレーツが3年連続3度目の優勝し、アメリカンリーグはボストン・アメリカンズが初めて優勝した。
またこの年第1回ワールドシリーズが開催され、ボストン・アメリカンズが5勝3敗でピッツバーグ・パイレーツを破り最初にシリーズを制覇して初代王者となった。
1902年のメジャーリーグベースボール - 1903年のメジャーリーグベースボール - 1904年のメジャーリーグベースボール

## できごと

### アメリカンリーグとナショナルリーグとの協定締結
1901年のアメリカンリーグのメジャーリーグ宣言以来、ナショナルリーグの抗争は泥沼化の一途を辿った。しかし、1902年の秋にナショナルリーグ会長がハリー・ブリアムに交代したことから、ナショナルリーグ側の姿勢が次第に軟化して両リーグの対話が進み、翌1903年1月9日にシンシナティで両リーグの代表者会議が開催されて、アメリカンリーグはナショナルリーグと対等の資格と権利を持つメジャーリーグとして正式に認められるものとした。そしてメジャーリーグ同士の間の全国協定も採択されて、それぞれのリーグの選手契約を尊重し引き抜きはしないこと、一般的なルールは共通なものにすること、それぞれのリーグは8チームで構成されること、同じ都市に本拠を置く2つのチームの合併は禁止され、1つのリーグが他のリーグの承諾を得ることなく構成球団を変更することも認められなくなった。また野球界の秩序を守るための機関としてナショナル・コミッション(全国委員会)を設置し、2つのリーグの会長と委員長とで構成されて初代委員長にはシンシナチ・レッズのオーナーであるオーガスト・ハーマンが選ばれた。こうしてアメリカンリーグとナショナルリーグと間には表面的には平和が生まれた。

### ワールドシリーズの開催
1903年1月の両リーグ間の協定締結では、両リーグ優勝チーム同士によるポストシーズン・ゲームの創設は含まれていなかったが、公式戦が佳境に入り、優勝の行方も見え始めた8月ナショナルリーグのピッツバーグ・パイレーツのオーナーであるバーニー・ドライファス(或いはドレフィス)はアメリカンリーグのボストン・アメリカンズのオーナーであるヘンリー・キリリア(或いはキリリー)に5勝で勝ち上がりの9試合制の「ワールドシリーズ」の開催を書簡で提案した。
この年にたまたまナショナルリーグのペナントレースでトップを走っていたチームがピッツバーグ・パイレーツであったことは幸運であった。1894年の「テンプルカップ」の創設者はパイレーツの元会長でピッツバーグの大富豪であったウイリアム・テンプル。1900年にわずか1回限りで終わった「クロニクル・テレグラフカップ」の提唱者はピッツバーグの地元紙であり、その背後にはパイレーツがいた。二大リーグの優勝チームがポストシーズンにシリーズで戦う発想はピッツバーグにとっては、ごく自然なものであった。テンプルカップとクロニクル・テレグラフカップの経験と記憶が、この画期的な提案に繋がったと思われる。審判員は2人、選手は9月1日に登録されていたものに限るとして1903年9月16日に両チームは開催に当たってのチケット価格、収入の分配方法、審判団の手配などについて合意を交わし、10月1日からボストンで始まることを決めた。
そして1903年10月1日午後3時、ボストンのハンチントンアベニュー・ベースボールグラウンズに約1万6000人の観客を集めてワールドチャンピオンシップ・シリーズ第1戦がスタートした。入場料1ドル50セントで売れに売れて観客がスタンドに入り切れず外野フェンスの前のフィールドにロープを張ってグラウンド内にも観客を入れるほどであった(このフェンス前の観客のいる所にロープを超えて球が飛び込んだ場合は二塁打とするルールであった)。球場に来られないファンには球場からモールス信号で送られてくる電報で、各都市の新聞社で大声で読み上げられて新聞の記事に組み込まれた。そして第1戦初回にサイ・ヤングの第1球から始まったシリーズは第8戦最終回にホーナス・ワグナーの三振で終わった。

#### サイ・ヤングとホーナス・ワグナー
その後100年以上の時を刻んでいくワールドシリーズだが、その記念となる第1戦1回表の先頭打者への第1球を投げたのはサイ・ヤングであった。この当時は36歳になっていたが、この年28勝を挙げ、3年連続最多勝で、デビュー以来376勝の勝ち星を上げていた。1890年からスタートした投手生活で、これほど緊張感に満ちた試合に投げた経験は無かった。1901年からこの2年間にナショナルリーグから新興のアメリカンリーグに移った選手は111人にのぼった。サイ・ヤングもその一人であり、ボストン・アメリカンズの監督兼三塁手のジミー・コリンズも転向組であった。高給に誘われたことも理由だが、逆にこの年に打率.355で首位打者を獲得したピッツバーグ・パイレーツのホーナス・ワグナーは年俸5000ドルで移れば2万ドルは確実と言われながら動かなかった。この第1戦で初回にヤングは集中打を浴びていきなり4点を奪われパイレーツが先勝し、第2戦はボストンのビル・ディニーン投手が完封勝ち、しかし第3戦・第4戦とピッツバーグが連勝し3勝1敗としたが、第5戦でヤングが初勝利を挙げてからピッツバーグに故障者が続出し流れはボストンへ傾いた。第6戦ディニーン、第7戦ヤング、第8戦ディニーンで一気に4連勝して5勝3敗でボストン・アメリカンズの優勝で幕を閉じた。ワグナーはこのシリーズ27打数6安打で3試合無安打で不調であった。
第1回ワールドシリーズは、8試合で10万人を超える観客を集め、約10万ドルの収入で5万5500ドルの純益を計上し出場選手にはそれぞれ1000ドルを超える分配金が手渡されて成功裏に終わった。この各選手への分配金が1000ドルであったことは翌年のジョン・マグローのニューヨーク・ジャイアンツが出場拒否した際に選手側から不満が続出することとなった。

### 規則の改定
- アメリカンリーグが、この年からファウルを2ストライクまでカウントするルールを採用した。ナショナルリーグでは2年前の1901年に既に採用していた。
- 審判1人制の試合の際、審判員はフィールドのどの場所に立っていてもよいことになった。

## 最終成績

### レギュラーシーズン
| 順 | チーム                           | 勝利 | 敗戦 | 勝率 | G差  |
| -- | -------------------------------- | ---- | ---- | ---- | ---- |
| 1  | ボストン・アメリカンズ           | 91   | 47   | .659 | --   |
| 2  | フィラデルフィア・アスレチックス | 75   | 60   | .556 | 14.5 |
| 3  | クリーブランド・ナップス         | 77   | 63   | .550 | 15.0 |
| 4  | ニューヨーク・ハイランダース     | 72   | 62   | .537 | 17.0 |
| 5  | デトロイト・タイガース           | 65   | 71   | .478 | 25.0 |
| 6  | セントルイス・ブラウンズ         | 65   | 74   | .468 | 26.5 |
| 7  | シカゴ・ホワイトストッキングス   | 60   | 77   | .438 | 30.5 |
| 8  | ワシントン・セネタース           | 43   | 94   | .314 | 47.5 |

| 順 | チーム                       | 勝利 | 敗戦 | 勝率 | G差  |
| -- | ---------------------------- | ---- | ---- | ---- | ---- |
| 1  | ピッツバーグ・パイレーツ     | 91   | 49   | .650 | --   |
| 2  | ニューヨーク・ジャイアンツ   | 84   | 55   | .604 | 6.5  |
| 3  | シカゴ・カブス               | 82   | 56   | .594 | 8.0  |
| 4  | シンシナティ・レッズ         | 74   | 65   | .532 | 16.5 |
| 5  | ブルックリン・スーパーバス   | 70   | 66   | .515 | 19.0 |
| 6  | ボストン・ビーンイーターズ   | 58   | 80   | .420 | 32.0 |
| 7  | フィラデルフィア・フィリーズ | 49   | 86   | .363 | 39.5 |
| 8  | セントルイス・カージナルス   | 43   | 94   | .314 | 46.5 |

### ワールドシリーズ
- アメリカンズ 5 - 3 パイレーツ

| 10/ 1 – | パイレーツ   | 7  | - | 3 |  | アメリカンズ |
| 10/ 2 – | パイレーツ   | 0  | - | 3 |  | アメリカンズ |
| 10/ 3 – | パイレーツ   | 4  | - | 2 |  | アメリカンズ |
| 10/ 6 – | アメリカンズ | 4  | - | 5 |  | パイレーツ   |
| 10/ 7 – | アメリカンズ | 11 | - | 2 |  | パイレーツ   |
| 10/ 8 – | アメリカンズ | 6  | - | 3 |  | パイレーツ   |
| 10/10 – | アメリカンズ | 7  | - | 3 |  | パイレーツ   |
| 10/13 – | パイレーツ   | 0  | - | 3 |  | アメリカンズ |

## 個人タイトル

### アメリカンリーグ
| 項目   | 選手                         | 記録 |
| ------ | ---------------------------- | ---- |
| 打率   | ナップ・ラジョイ (CLE)       | .344 |
| 本塁打 | バック・フリーマン (BOS)     | 13   |
| 打点   | バック・フリーマン (BOS)     | 104  |
| 得点   | パッツィー・ドハティー (BOS) | 107  |
| 安打   | パッツィー・ドハティー (BOS) | 195  |
| 盗塁   | ハリー・ベイ (CLE)           | 45   |

| 項目   | 選手                       | 記録 |
| ------ | -------------------------- | ---- |
| 勝利   | サイ・ヤング (BOS)         | 28   |
| 敗戦   | パッシー・フラハティ (CWS) | 25   |
| 防御率 | アール・ムーア (CLE)       | 1.74 |
| 奪三振 | ルーブ・ワッデル (PHA)     | 302  |
| 投球回 | サイ・ヤング (BOS)         | 341⅔ |
| セーブ | ビル・ディーニーン (BOS)   | 2    |
| セーブ | ジョージ・マリン (DET)     | 2    |
| セーブ | アル・オース (WS1)         | 2    |
| セーブ | ジャック・パウエル (SLA)   | 2    |
| セーブ | サイ・ヤング (BOS)         | 2    |

### ナショナルリーグ
| 項目   | 選手                         | 記録 |
| ------ | ---------------------------- | ---- |
| 打率   | ホーナス・ワグナー (PIT)     | .355 |
| 本塁打 | ジミー・シェッカード (BRO)   | 9    |
| 打点   | サム・マーテス (NYG)         | 104  |
| 得点   | ジンジャー・ビューモン (PIT) | 137  |
| 安打   | ジンジャー・ビューモン (PIT) | 109  |
| 盗塁   | フランク・チャンス (CHC)     | 67   |
| 盗塁   | ジミー・シェッカード (BRO)   | 67   |

| 項目   | 選手                           | 記録 |
| ------ | ------------------------------ | ---- |
| 勝利   | ジョー・マクギニティ (NYG)     | 31   |
| 敗戦   | トギー・ピッティンジャー (BSN) | 22   |
| 防御率 | サム・リーバー (PIT)           | 2.06 |
| 奪三振 | クリスティ・マシューソン (NYG) | 267  |
| 投球回 | ジョー・マクギニティ (NYG)     | 434  |
| セーブ | カール・ラングレン (CHC)       | 3    |
| セーブ | ロスコー・ミラー (NYG)         | 3    |